# رايكو فيدوفيتش
رايكو فيدوفيتش مواليد 4 مارس 1975 في جمهورية يوغوسلافيا الاشتراكية الاتحادية، هو لاعب كرة قدم بوسني. يلعب كمهاجم.

## المسيرة الاحترافية

### أندية لعب لها
- روت فايس آهلن
- نادي رييكا
- رييكا
- نادي زغرب
- نادي لوكوموتيفا
- نادي سونغ لام نغي أن